# 鲁本·博塔
鲁本·亚历山德罗·博塔·蒙特罗（Rubén Alejandro Botta Montero，1990年1月31日—），是一名阿根廷足球运动员，现在效力于帕丘卡。

## 俱乐部生涯
2009年3月23日，博塔在堤格雷和的联赛比赛中出场，上演职业生涯的首秀，他在2009赛季春季联赛出场两次。2009年中，他被租借到拉脫維亞超級足球聯賽球队，但没有得到出场机会。2010年，他回到堤格雷，并成为球队的主力球员。
2013年3月，博塔和意大利足球甲级联赛球队国际米兰达成7月份加盟的协议。虽然他在5月份因左膝十字韧带和半月板撕裂需要休息半年， 但仍然在7月份如期加盟国际米兰。国际米兰为了节省非欧盟球员名额，将博塔租借到意甲升班马利沃诺。不过受到伤病困扰，他并未代表利沃诺出场比赛。2014年1月8日，博塔正式回归加盟国际米兰。 1月9日，他在意大利杯十六强国际米兰0比1不敌乌迪内斯的比赛第81分钟替补马特奥·科瓦西奇出场，首次代表国际米兰在正式比赛中亮相。